# Макаров, Аристарх Дмитриевич
Аристарх Дмитриевич Макаров (1881—1932) — русский революционер, советский партийный работник.

## Биография
Родился в бедной крестьянской семье, старший сын. В 1895 году ушёл из семьи и устроился на работу на фабрику «Томна» в Кинешме.
Работал ткачом, сблизился с революционно настроенными рабочими, стал знаком с Иваном Павловичем Седовым, организатором первых рабочих социал-демократических кружков в Кинешме, которые стал посещать. Читал революционную литературу, а начале 1905 года стал членом Кинешемской группы Костромского комитета РСДРП. Избран членом исполнительного бюро, представлял костромских рабочих на выборах во 2-ю и 3-ю Государственные думы.
Участвовал в «хлебной кампании» в Кинешме по преодолению последствий неурожая 1906 года и противодействию спекуляциям зерном и хлебопродукцией. В ноябре 1907 года был арестован, осуждён и выслан под гласный надзор полиции в Сольвычегодск (Вологодская губерния).
После освобождения продолжил революционную деятельность, вместе с Ольгой Афанасьевной Варенцовой организовал 24 — 25 сентября 1910 года конференцию РСДРП в селе Владычном.
Среди других участников был арестован и заключён в кинешемскую тюрьму, где провёл четыре месяца. По выходе из заключения в январе 1911 года уехал в Москву. Работал ткачом на фабрике «ЖАКО», продолжал свою политическую деятельность и уже в апреле был снова арестован. Был осуждён к высылке в Архангельскую губернию на три года. В ссылке познакомился с К. Е. Ворошиловым, Е. Скороходовой и другими революционерами. Отбыв ссылку, вернулся в центральный регион, вёл профессиональную подпольную революционную работу в Иваново-Вознесенске, Шуе, Тейкове, Середе и Костроме.
В 1915 году мобилизован в армию. Службу проходил в Выборге, где вёл активную пропагандистскую работу среди солдат, установил связи с финскими социал-демократами. После Октябрьской революции был избран членом Кинешемского Совета, назначался комиссаром Беломорского и Орловского военных округов. В гражданскую войну воевал на её фронтах в рядах РККА, военком 30-й, затем 50-й, стрелковой дивизии. Устанавливал советскую власть в Сибири, возглавлял Исполнительный комитет Петропавловского уездного Совета (Омская губерния).
В 1921 году возвратился в родные места, ответственный секретарь Кинешемского уездного комитета РКП(б) (Иваново-Вознесенская губерния), в феврале 1923 года возглавил Исполнительный комитет Рыбинского губернского Совета.
В последние годы жизни заведовал госфинконтролем, возглавлял Ивановскую текстильную фабрику имени С. И. Балашова, работал в торгпредстве СССР в Германии.
В марте 1932 года А. Д. Макаров скоропостижно скончался в Москве.
Похоронен в Кинешме.

## Память
Имя Аристарха Макарова носят улицы в Выборге и Кинешме.